# Ламар (Арканзас)
Ламар (англ. Lamar, Arkansas) — город, расположенный в округе Джонсон (штат Арканзас, США) с населением в 1415 человек по статистическим данным переписи 2000 года.

## География
По данным Бюро переписи населения США город Ламар имеет общую площадь в 11,4 квадратных километров, водных ресурсов в черте населённого пункта не имеется.
Ламар расположен на высоте 134 метра над уровнем моря.

## Демография
По данным переписи населения 2000 года в Ламаре проживало 1415 человек, 362 семьи, насчитывалось 529 домашних хозяйств и 585 жилых домов. Средняя плотность населения составляла около 125,2 человек на один квадратный километр. Расовый состав Ламара по данным переписи распределился следующим образом: 95,97 % белых, 0,14 % — чёрных или афроамериканцев, 1,13 % — коренных американцев, 0,21 % — азиатов, 1,91 % — представителей смешанных рас, 0,64 % — других народностей. Испаноговорящие составили 3,46 % от всех жителей города.
Из 529 домашних хозяйств в 35,5 % — воспитывали детей в возрасте до 18 лет, 51,6 % представляли собой совместно проживающие супружеские пары, в 12,1 % семей женщины проживали без мужей, 31,4 % не имели семей. 28,0 % от общего числа семей на момент переписи жили самостоятельно, при этом 11,9 % составили одинокие пожилые люди в возрасте 65 лет и старше. Средний размер домашнего хозяйства составил 2,54 человек, а средний размер семьи — 3,05 человек.
Население города по возрастному диапазону по данным переписи 2000 года распределилось следующим образом: 25,8 % — жители младше 18 лет, 9,6 % — между 18 и 24 годами, 27,4 % — от 25 до 44 лет, 21,5 % — от 45 до 64 лет и 15,7 % — в возрасте 65 лет и старше. Средний возраст жителей составил 36 лет. На каждые 100 женщин в Ламаре приходилось 92,3 мужчин, при этом на каждые сто женщин 18 лет и старше приходилось 92,0 мужчин также старше 18 лет.
Средний доход на одно домашнее хозяйство в городе составил 23 317 долларов США, а средний доход на одну семью — 27 143 доллара. При этом мужчины имели средний доход в 23 309 долларов США в год против 16 207 долларов среднегодового дохода у женщин. Доход на душу населения в городе составил 11 852 доллара в год. 14,8 % от всего числа семей в населённом пункте и 17,7 % от всей численности населения находилось на момент переписи населения за чертой бедности, при этом 18,7 % из них были моложе 18 лет и 15,2 % — в возрасте 65 лет и старше.